# Tyreek McDole

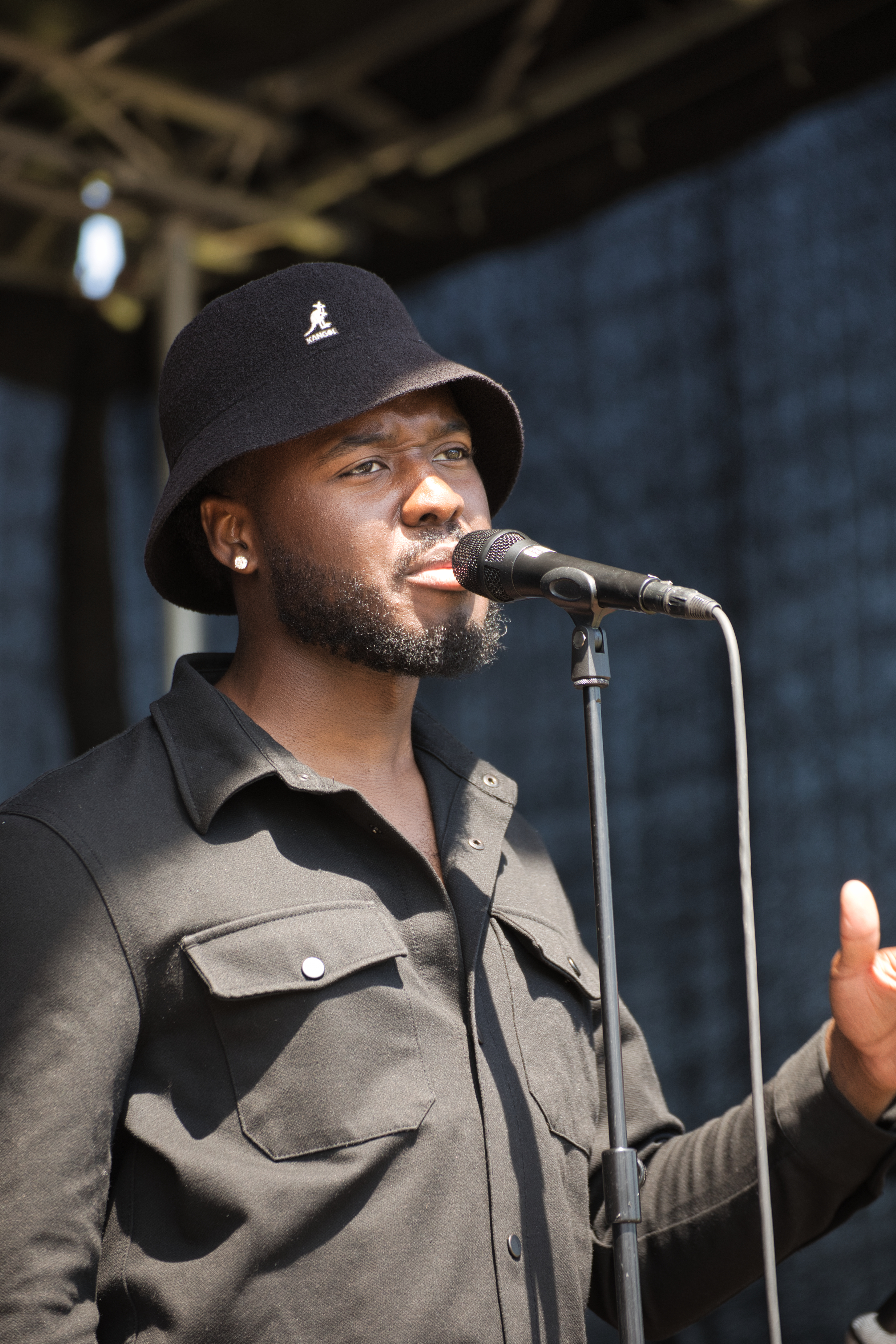
Tyreek McDole auf dem INNtöne Jazzfestival 2025.

Tyreek McDole (* 2000 oder 2001) ist ein amerikanischer Jazzsänger.

## Leben und Wirken
McDole, dessen Mutter aus der Karibik stammt, wuchs in St. Cloud, Florida, auf. Unter dem Eindruck von Terence Blanchards Spiel im Disney-Zeichentrickfilm Küss den Frosch (2009) begann er, sich für Musik zu interessieren und Trompete zu erlernen. Auf der Highschool wechselte er dann zum klassischen Schlagwerk, nahm aber auch Gesangsunterricht. Als bei der schulischen Probe eines Musicals ein Sänger ausfiel, wechselte er aus dem Orchestergraben in dessen Rolle. Er blieb darauf beim Gesang und studierte Jazzperformance am Oberlin Conservatory of Music bei LaTanya Hall, Gary Bartz, Gerald Cannon, Eddie Henderson, Billy Hart, Dan Wall, Sullivan Fortner und Weedie Braimah.
McDole zog dann nach New York und arbeitete bisher mit Rodney Whitaker, Theo Croker, Gary Bartz, Maurice Brown und Joey Alexander. 2025 erschien sein Debütalbum Open Up Your Senses, das ihn „in puncto gesanglicher Wendigkeit und emotionaler Reife“ in die Riege der Stars Gregory Porter, Michael Mayo oder José James aufsteigen ließ. „Tyreek McDole brilliert mit seiner warmen Baritonstimme, er bringt alten und neuen Jazz auf organische Weise zusammen und integriert Anklänge an Rhythmen aus seinen haitianischen Wurzeln.“ Weiterhin ist er auf A Guaraldi Holiday von Isaiah J. Thompson zu hören.

## Preise und Auszeichnungen
2018 erhielt McDole den „Outstanding Vocalist Award“ bei der Essentially Ellington Competition. 2023 gewann er die Sarah Vaughan International Jazz Vocal Competition (als zweiter männlicher Sänger überhaupt).